# Karatsu
Karatsu (唐津市, Karatsu-shi) est une ville japonaise située dans la préfecture de Saga, sur l'île de Kyūshū.

## Toponymie
Le toponyme « Karatsu » est formé par les kanjis « 唐 » (kara, signifiant Chine) et « 津 » (tsu, signifiant port), ce qui dénote l'importance de la ville dans les liens entre le Japon et la Chine.

## Géographie

### Situation
Située sur la côte nord de l'île de Kyūshū, dans la préfecture de Saga, au Japon, la ville de Karatsu s'étend à 45 km à l'ouest de Fukuoka. Près de la ville se dressent les monts Sakurei (887 m), Hachiman (763 m) et Tonbo (535 m).

Panorama de Karatsu vu du château.

### Démographie
Lors du recensement national de 2010, la population de Karatsu était estimée à 127 766 habitants répartis sur une superficie de 487,47 km2. Au 1er mai 2020, la population de était de 120 443 habitants.

### Communes limitrophes

Localisation dans la préfecture de Saga.

Dans la préfecture de Saga :
- Genkai ;
- Imari ;
- Saga ;
- Takeo ;
- Taku.

Dans la préfecture de Fukuoka :
- Itoshima.

Dans la préfecture de Nagasaki :
- Iki ;
- Matsuura.

## Histoire
En 1602, le château de Karatsu fut érigé et devint le cœur de la ville en remplacement du château de Nagoya.

## Économie
Karatsu accueille le Japan Cosmetic Center créé en 2013 afin de développer un cluster pour l’industrie des cosmétiques naturels.

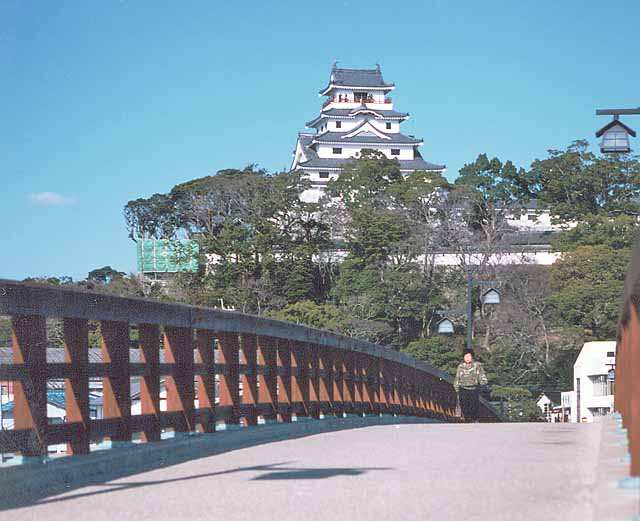
Le château.

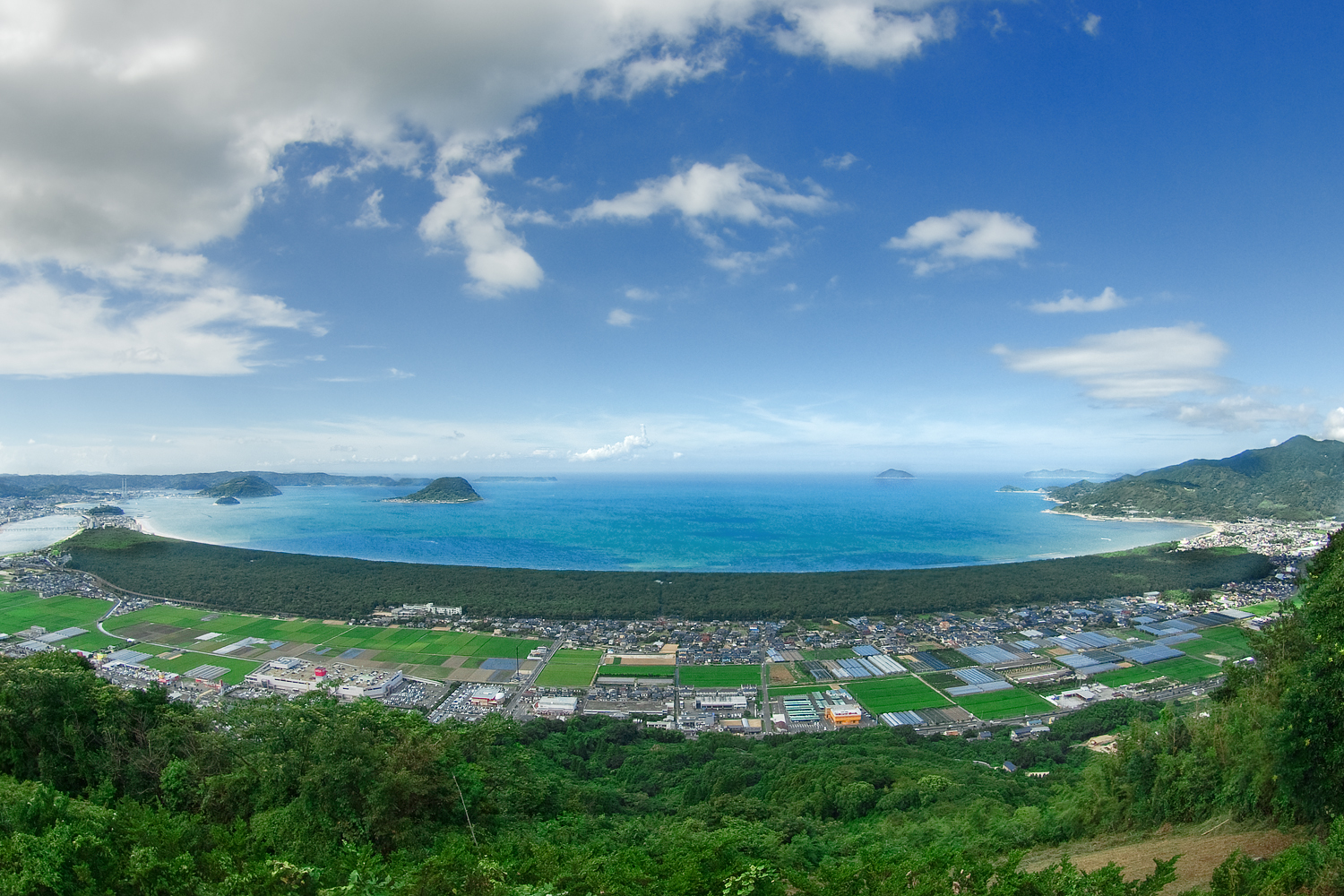
La forêt de Nijinomatsubara.

## Culture locale et patrimoine

### Patrimoine architectural
- Château

### Patrimoine naturel
- Forêt de pins noirs de Nijinomatsubara
- Grottes maritimes de Nanatsugama (ja)

### Événements
- Karatsu kunchi : festival traditionnel qui a lieu chaque année début novembre.

## Transports
Karatsu est desservie par les lignes ferroviaires Chikuhi et Karatsu de la JR Kyushu. La gare de Karatsu est la principale gare de la ville.

## Jumelages
- Reihoku, Japon
- Yangzhou, Chine
- Yeosu, Corée du Sud
- Seogwipo, Corée du Sud